# Yeniyayla, Altınekin
Yeniyayla là một xã thuộc huyện Altınekin, tỉnh Konya, Thổ Nhĩ Kỳ. Dân số thời điểm năm 2011 là 211 người.